# Schwebach
Schwebach (Luxemburgs: Schweebech) is een plaats in de gemeente Saeul en het kanton Redange in Luxemburg.

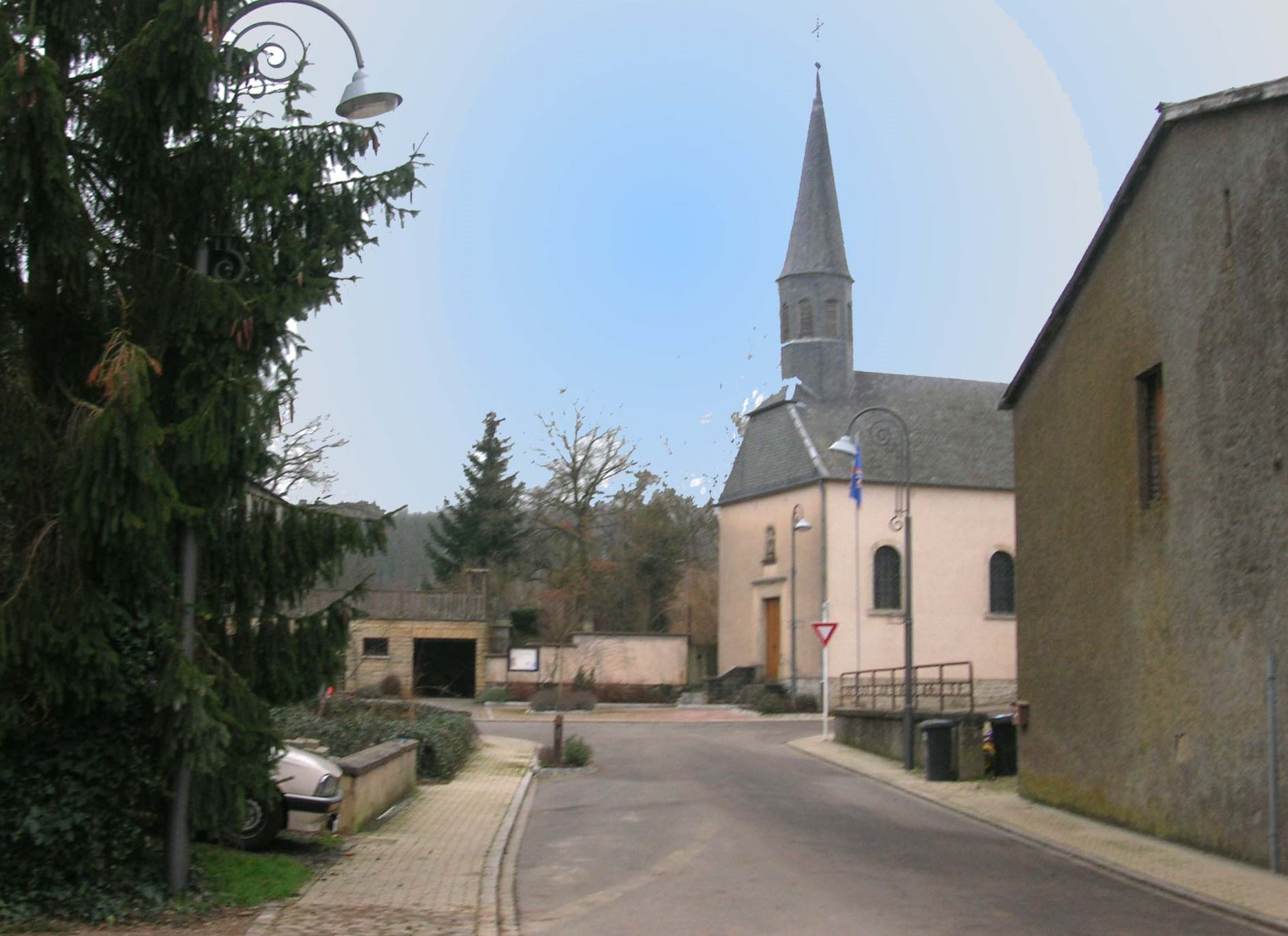
Schwebach

Schwebach telt 52 inwoners (2001).